# داگلاس گریسی
داگلاس گریسی (انگلیسی: Douglas Gracey; ۳ سپتامبر ۱۸۹۴ – ۵ ژوئن ۱۹۶۴) نظامی و سیاستمدار اهل بریتانیا بود. وی همچنین برندهٔ جوایزی همچون صلیب نظامی شده‌است.